# Frank Andersson (politiker)
Frank Edvard Andersson, född 24 november 1955 i Kville församling, Göteborgs och Bohus län, är en socialdemokratisk politiker i Göteborg.
Mellan 1997 och 2007 satt Frank Andersson som ordförande för det socialdemokratiska partidistriktet i Göteborg (arbetarekommunen). Han har därutöver bland annat suttit som kommunalråd, oppositionsråd i regionfullmäktige samt innehaft och innehar styrelseposter i en rad bolag knutna till Göteborgs kommun och Socialdemokraterna.
Den 7 mars 2016 till den 5 mars 2018 var han ordförande för IFK Göteborg. Tidigare har han varit ordförande för Gunnilse IS sedan 1994.